# Ромашонки
Ромашо́нки (рос. Ромашонки) — присілок у складі Котельницького району Кіровської області, Росія. Входить до складу Родичівського сільського поселення.
Населення становить 22 особи (2010, 28 у 2002).
Національний склад станом на 2002 рік — росіяни 72 %.